# Хардер, Отто
Отто Фриц Хардер (нем. Otto Fritz Harder; 25 ноября 1892, Брауншвейг — 14 марта 1956, Гамбург) — немецкий футболист, нападающий и военный преступник. Наиболее известен по выступлениям за «Айнтрахт Брауншвейг», «Гамбург» и «Виктория Гамбург». Выступал за сборную Германии.
После завершения карьеры вступил в НСДАП. Во время Второй мировой войны служил в охранных частях СС «Мёртвая голова», являлся шуцхафтлагерфюрером концлагеря Ораниенбург, входил в администрацию концлагерей Нойенгамме и Алем.

## Клубная карьера
Родился 25 ноября 1892 года в Брауншвейге, Германская империя. В шестнадцать лет начал выступать в любительском клубе «Гогенцоллерн Брауншвейг», спустя год пополнив брауншвейгский «Айнтрахт», где из-за стиля игры получил прозвище Tull в честь нападающего «Тоттенхэм Хотспур» Уолтера Талла.
В начале 1912 года перешёл в «Гамбург», однако болельщики «львов» не хотели трансфера молодого нападающего и помешали ему сесть на поезд в Гамбург, что Хардер был вынужден сделать в 25 километрах от Брауншвейга, на станции Пайне. Однако, Хардер отыграл ещё один сезон в составе брауншвейгского клуба и окончательно стал игроком «Гамбурга».
Во время Первой мировой войны вступил добровольцем в армию, был награждён Железным крестом 2-го класса. В составе «горожан» стал чемпионом Германии в сезоне 1921/1922, где де-факто его команда была признана победителем, но отказалась от титула. В следующем сезоне после победы над «Унион Берлин», гамбургский клуб впервые стал чемпионом Германии. В 1928 году, в возрасте 36 лет завоевал свой последний титул чемпиона Германии. 15 января в поединке против клуба «Вандсбекер» установил рекорд, отметившись 12 голами.

## Международная карьера
5 апреля 1914 года в товарищеском матче против сборной Нидерландов, Хардер дебютировал и отметился дебютным голом в составе национальной сборной Германии.
25 октября 1925 года в товарищеском матче против сборной Швейцарии, Хардер отметился дебютным хет-триком в составе сборной. Всего в составе национальной команды провёл 15 матчей и забил 14 голов.
| Матчи Хардера за сборную Германии | Матчи Хардера за сборную Германии | Матчи Хардера за сборную Германии | Матчи Хардера за сборную Германии | Матчи Хардера за сборную Германии | Матчи Хардера за сборную Германии |
| --------------------------------- | --------------------------------- | --------------------------------- | --------------------------------- | --------------------------------- | --------------------------------- |
| №                                 | Дата                              | Соперник                          | Счёт                              | Голы                              | Соревнование                      |
| 1                                 | 5 апреля 1914                     | Нидерланды                        | 4:4                               | 66′                               | товарищеский матч                 |
| 2                                 | 27 июня 1920                      | Швейцария                         | 1:4                               | —                                 | товарищеский матч                 |
| 3                                 | 26 сентября 1920                  | Австрия                           | 2:3                               | —                                 | товарищеский матч                 |
| 4                                 | 24 октября 1920                   | Венгрия                           | 1:0                               | —                                 | товарищеский матч                 |
| 5                                 | 4 ноября 1923                     | Норвегия                          | 1:0                               | 22′                               | товарищеский матч                 |
| 6                                 | 15 июня 1924                      | Норвегия                          | 2:0                               | —                                 | товарищеский матч                 |
| 7                                 | 31 августа 1924                   | Швеция                            | 1:4                               | 28′                               | товарищеский матч                 |
| 8                                 | 21 сентября 1924                  | Венгрия                           | 1:4                               | 56′                               | товарищеский матч                 |
| 9                                 | 14 декабря 1924                   | Швейцария                         | 1:1                               | 71′                               | товарищеский матч                 |
| 10                                | 29 марта 1925                     | Нидерланды                        | 1:2                               | —                                 | товарищеский матч                 |
| 11                                | 25 октября 1925                   | Швейцария                         | 4:0                               | 7′ 42′ 53′                        | товарищеский матч                 |
| 12                                | 18 апреля 1926                    | Нидерланды                        | 4:2                               | 79′                               | товарищеский матч                 |
| 13                                | 20 июня 1926                      | Швеция                            | 3:3                               | 21′ 35′ 43′                       | товарищеский матч                 |
| 14                                | 31 октября 1926                   | Нидерланды                        | 3:2                               | 43′ 85′                           | товарищеский матч                 |
| 15                                | 12 декабря 1926                   | Швейцария                         | 3:2                               | —                                 | товарищеский матч                 |

## Карьера в НСДАП
После завершения игровой карьеры, Хардер работал в страховом агентстве. В октябре 1932 стал членом НСДАП, в мае 1933 года вступил в СС. В августе 1939 года был призван в охранные части «Мёртвая голова», некоторое время служил в концлагере Заксенхаузен, до конца того же года переводился в лагеря Нойенгамме и Гамбург.
30 ноября 1944 года получил звание гауптшарфюрер и был назначен шуцхафтлагерфюрером концлагеря Ганновер-Алем. В январе 1945 года был повышен до звания унтерштурмфюрер, был начальником вспомогательного лагеря Ильцен, где 16-17 апреля под его командованием, заключённые были переведены в главный лагерь после наступления британской армии. В мае 1945 года был интернирован британскими войсками в Инсбрук. По состоянию здоровья был сначала освобождён, а затем арестован.
После окончания Второй мировой войны был осуждён за военные преступления британским военным судом в Ротербауме. В мае 1947 года был приговорён к 15 годам тюремного заключения. Был исключён «Гамбургом» из списка почётных игроков. Позже его приговор был сокращён до десяти лет, из которого он провёл в тюрьме только четыре года. Накануне Рождества 1951 года был освобождён и переехал в Бендесторф. Скончался 4 марта 1956 года в Гамбурге, до конца жизни продолжал работать страховым агентом.
Перед чемпионатом мира 1974 года сенат Гамбурга выпустил брошюру Hamburg '74, где Уве Зеллер, Йозеф Позипаль и Хардер выступали как примеры для подражания молодёжи. Позже страницы с Хардером были удалены.

## В культуре
- В 1927 году вышел фильм «Король нападающих[англ.]», посвященный карьере Хардера. Его роль исполнил Пауль Рихтер[8].
- В честь Хардера была названа марка сигарет[2].

## Достижения
«Айнтрахт Брауншвейг»
- Чемпион Северной Германии: 1912/13

«Гамбург»
- Чемпион Германии: 1922 (отказались от титула), 1923[10], 1928[10]
- Чемпион Северной Германии: 1921, 1922, 1923, 1924, 1925, 1928, 1929, 1931
- Кубок Северной Германии: 1926[1]